# Tiếng Kinh tại Trung Quốc
Tiếng Kinh Trung Quốc (chữ Nôm: 㗂京中國) là phương ngữ tiếng Việt sử dụng bởi người Kinh ở Trung Quốc, chủ yếu sống tại Quảng Tây (đặc biệt là tại Đông Hưng, Phòng Thành Cảng - nơi có người Kinh Tam Đảo). Vì người Kinh Trung Quốc chịu ảnh hưởng ít nhiều từ văn hóa Trung Hoa cận đại, vì vậy phương ngữ này có rất nhiều từ vựng tiếng Việt cổ, và một chút từ mượn đó tiếng Tráng và các phương ngữ tiếng Trung chẳng hạn như tiếng Quảng Đông hay tiếng Hoa Phổ Thông.
Về cơ bản, người Kinh ở Trung Quốc vẫn có thể nói chuyện và thông hiểu với người Việt ở Việt Nam. Với chữ viết, vì không chịu ảnh hưởng bởi chính sách xóa bỏ chữ Hán và thay bằng chữ Quốc ngữ của chính quyền thuộc địa thực dân Pháp trong giai đoạn Pháp thuộc, họ vẫn sử dụng chữ Hán, đồng thời lưu truyền và dạy chữ Nôm của người Việt. Những thế hệ mới đã làm quen với ký tự Latinh thì có tổ chức dạy và học chữ Quốc ngữ để hiểu cách phiên âm bằng chữ Latinh đồng thời có thể giao lưu qua văn viết với người Việt tại Việt Nam và các nước khác trên thế giới.
Ngoài ra, vì người Kinh ở bao gồm cả Hồng Kông, Đài Loan và các vùng khác của Trung Quốc, hầu hết là những người nhập cư cận với hiện đại, do vậy họ hầu hết nói được tiếng Việt.

## Ngữ âm

### Phụ âm
Tiếng Kinh tại Trung Quốc có hệ thống ngữ âm khá giống với tiếng Việt. Phương ngữ Vạn Vĩ của tiếng Kinh Trung Quốc có tổng cộng 29 phụ âm. Những phụ âm chỉ xuất hiện trong các từ mượn tiếng Quảng Đông có màu đỏ:
|              |                    | Môi | Lợi | Lợi | Ngạc cứng | Ngạc mềm | Thanh hầu |
| ------------ | ------------------ | --- | --- | --- | --------- | -------- | --------- |
| Mũi          | Thường             | m   | n   | n   | ɲ         | ŋ        |           |
| Mũi          | Môi hóa            |     |     |     |           | ŋʷ       |           |
| Tắc/ Tắc-xát | Thường             | p   | t   | ts  |           | k        | ʔ         |
| Tắc/ Tắc-xát | Bật hơi            | pʰ  | tʰ  | tsʰ |           | kʰ       |           |
| Tắc/ Tắc-xát | Môi hóa            |     |     |     |           | kʷ kʰʷ   | ʔʷ        |
| Tắc/ Tắc-xát | Tiền thanh hầu hóa | ˀb  | ˀd  |     |           |          |           |
| Xát          | Vô thanh           | f   | s   | ɬ   |           |          | h         |
| Xát          | Hữu thanh          | v   |     |     | ɣ         |          |           |
| Xát          | Môi hóa            |     |     |     | ɣʷ        |          | hʷ        |
| Tiếp cận     | Tiếp cận           |     | l   |     | j         |          |           |
| R-tính       | R-tính             |     | r   |     |           |          |           |

- Âm /tsʰ/ thường hay đọc là /s/.
- Âm /kʰ/ và /h/ kèm với âm /kʰʷ/ và /hʷ/ có xu hướng nhầm lẫn lẫn nhau.
- Âm /ʔʷ/ chỉ xuất hiện trong từ /ʔʷaːn¹ ja¹/ (“oan gia”).[4]
- Âm /ts/ tương đương với âm /c/ hoặc /tɕ/ trong tiếng Việt.
- Âm /r/ trong phương ngữ Vạn Vĩ và Vu Đầu được hợp nhất vào /j/ trong phương ngữ Sơn Tâm.
- "tr" đọc như "/t/", có một phần từ vựng đọc như là "/j/"
- "s" đọc như /tʰ/
- "d", "gi" và "r" đọc như "/j/"
- "nh" có một phần đọc như là "/j/"
- Phụ âm môi hóa chỉ duy trì ở đặt sau phụ âm vòm mềm và phụ âm thanh hầu.

### Nguyên âm
Tổng cộng 104 nguyên âm.
| /aː/ | /aːi/ | /aːu/ | /aːm/ | /aːn/ | /aːŋ/ | /aːp/ | /aːt/ | /aːk/ |
| /a/  | /ai/  | /au/  | /am/  | /an/  | /aŋ/  | /ap/  | /at/  | /ak/  |
| /ɛ/  |       | /ɛu/  | /ɛm/  | /ɛn/  | /ɛŋ/  | /ɛp/  | /ɛt/  | /ɛk/  |
| /e/  |       | /eu/  | /em/  | /en/  | /eŋ/  | /ep/  | /et/  | /ek/  |
| /iə/ |       | /iəu/ | /iəm/ | /iən/ | /iəŋ/ | /iəp/ | /iət/ | /iək/ |
| /i/  |       | /iu/  | /im/  | /in/  |       | /ip/  | /it/  |       |
| /ɔ/  | /ɔi/  |       | /ɔm/  | /ɔn/  | /ɔŋ/  | /ɔp/  | /ɔt/  | /ɔk/  |
|      |       |       |       |       | /ɔ:ŋ/ |       |       | /ɔ:k/ |
| /o/  | /oi/  |       | /om/  | /on/  | /oŋ/  | /op/  | /ot/  | /ok/  |
| /uə/ | /uəi/ |       | /uəm/ | /uən/ | /uəŋ/ |       | /uət/ | /uək/ |
| /u/  | /ui/  |       | /um/  | /un/  | /uŋ/  | /up/  | /ut/  | /uk/  |
| /ɯə/ | /ɯəi/ |       | /ɯəm/ | /ɯən/ | /ɯəŋ/ | /ɯəp/ | /ɯət/ | /ɯək/ |
| /ɯ/  |       |       |       |       | /ɯŋ/  |       |       | /ɯk/  |
| /əː/ | /əːi/ |       | /əːm/ | /əːn/ |       | /əːp/ | /əːt/ |       |
| /ə/  | /əi/  | /əu/  | /əm/  | /ən/  |       | /əp/  | /ət/  |       |
|      |       |       |       |       | /ŋ̍/   |       |       |       |

- Vần /əɯ/ chỉ xuất hiện ở thán từ /həɯ5/.
- Vần /ɔ:ŋ/, /ɔ:k/, /ŋ/ chỉ xuất hiện ở từ mượn tiếng Quảng Đông.
- Vần /ɔŋ/, /ɔk/ phát âm tương tự với /auŋ/ và /auk/.
- Vần /oŋ/, /ok/ phát âm tương tự với /əuŋ/ và /əuk/.
- Vần "anh" và "ach" đọc là "/a:n/" và "/a:t/".
- Vần "inh" và vần "ich" đọc là /in/ và /it/.
- Vần ươu (/ɯəu/) và vần ưu (/ɯu/) hợp nhất vào vần /iəu/ và vần /iu/.
- Khi các âm tiết kết thúc với phụ âm cuối -/p/; -/t/; -/k/ trùng nhau, các phụ âm cuối của âm tiết đầu tiên sẽ chuyển thành các phụ âm cuối -/m/; -/n/; -/ŋ/, không thay đổi ở âm tiết thứ hai

### Thanh điệu
Tiếng Kinh tại Trung Quốc có 8 thanh điệu, trong đó có 5 thanh thường và 3 thanh kết thúc bằng âm tắc:
|            | Ký hiệu | Biến thể thanh điệu     | Ví dụ                           |
| ---------- | ------- | ----------------------- | ------------------------------- |
| Thư thanh  | 1       | ˧ (33)                  | /suən¹/ (“xuân”)                |
| Thư thanh  | 2       | ˨ (22) ˨˩ (21) [a]      | /kiu²/ (“cừu”)                  |
| Thư thanh  | 3 [b]   | ˨˩˦ (214) ˧˩˦ (314) [a] | /ˀbai³/ (“bảy”)                 |
| Thư thanh  | 5       | ˦˥ (45)                 | /tsuːi⁵/ (“chuối”)              |
| Thư thanh  | 6       | ˩ (11) ˨˩˧ (213) [a]    | /ˀdəu⁶/ (“đậu”)                 |
| Nhập thanh | 7       | ˦˥ (45)                 | /kʰʷaːk⁷/ (“khoác”)             |
| Nhập thanh | 7' [c]  | ˧ (33)                  | /pɔːk⁷' hɔːk⁷'/ (“súng Mauser”) |
| Nhập thanh | 8       | ˨ (22) ˨˩ (21) [a]      | /tʰit⁸/ (“thịt”)                |
1. 1 2 3 4  Phương ngữ Vạn Vĩ và Vu Đầu
2. ↑  Thanh 4 được hợp nhất vào thanh 3 do hai thanh điệu 陽上 và 陰上 trong tiếng Hán trung cổ được gộp chung thành một thanh trong tiếng Kinh
3. ↑  Chỉ sử dụng trong các từ mượn tiếng Quảng Đông

### Từ vựng
| Tiếng Trung tiêu chuẩn | Tiếng Kinh Trung Quốc | Tiếng Việt tiêu chuẩn |
| 绵羊                   | min dê                | cừu                   |
| 野芭蕉                 | chuối rừng            | chuối dại             |
| 花生                   | đậu bao               | đậu lạc               |